# نصب السيف الدمشقي
نصب السيف الدمشقي، أحد أشهر معالم دمشق؛ يقع ضمن ساحة الأمويين، طوله 40 مترا ويعتبر أحد رموز المدينة، وشعار التلفزيون السوري سابقاً، ومعرض دمشق الدولي.
بدأ العمل على بناءه في عام 1958 وافتتح في عام 1960 بمناسبة افتتاح الدورة السابعة ل معرض دمشق الدولي.

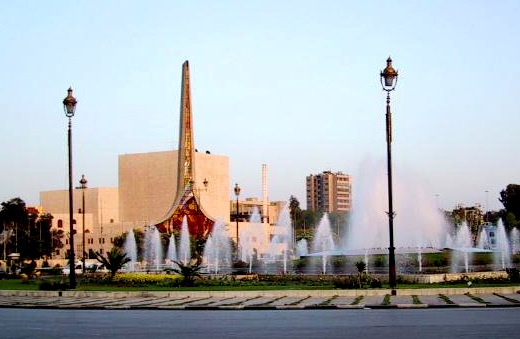

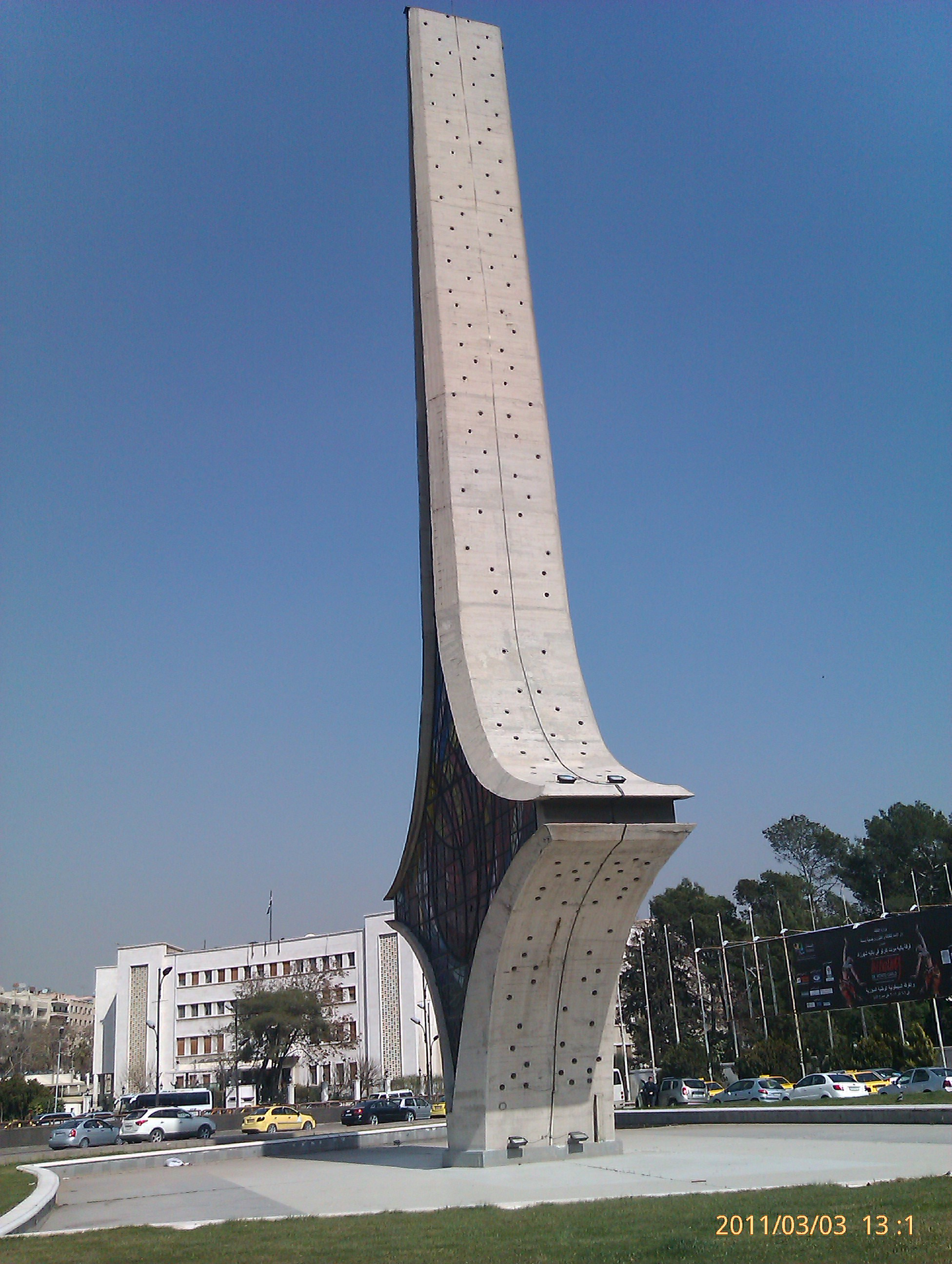

## التاريخ
اقترن نصب السيف الدمشقي المرتفع وسط ساحة الأمويين ب معرض دمشق الدولي كشاهد تاريخي وهوية بصرية راسخة في ذاكرة السوريين ترمز للقوة والشموخ وتربط أمجاد الماضي بإنجازات الحاضر.
شيد النصب بحسب المؤرخ عماد الأرمشي خلال التوسعة التي طالت منطقة سوق البيع وشلالات المياه وتزامنا مع دورة معرض دمشق الدولي السابعة وعرف منذ بداية تشييده بأنه منصة أعلام الدول المشاركة في معرض دمشق الدولي حيث يتألف من واجهتين متقابلتين الغربية منها تطل على ساحة الأمويين والشرقية تشرف على منطقة سوق البيع وباب معرض دمشق الدولي القديم وتم وضع لوحات من البلاستيك الشفاف بداخله عليها أعلام الدول المشاركة تغير كل عام بحسب المشاركات.
ويستذكر المؤرخ عماد الأرمشي المعاناة التي لاقاها العمال أثناء صب الإسمنت ضمن خرسانة البناء والتزامهم بموعد تسليم النصب في الموعد المحدد قبيل افتتاح الدورة السابعة للمعرض نهاية شهر آب عام 1960 ليصبح أحد أهم المعالم في دمشق.
شكل النصب بوصلة الزوار والسياح وأطلق الدمشقيون عليه اسم عامود المعرض لقربه من مكان معرض دمشق الدولي واقترانه بهذا الحدث الموسمي المميز أما رسميا فعرف ب السيف الدمشقي لما للسيف الدمشقي من مكانة عند أهل دمشق وكدليل يرمز لقوة سورية ومنعتها .
وتصدر نصب السيف الدمشقي العديد من المنشورات والملصقات والطوابع البريدية الخاصة ب معرض دمشق الدولي على مدار عشرات السنين.

## التصميم
يعود تصميمه الأولي للمهندس هشام المعلم وتنفيذه إنشائيا للمهندس عاطف السيوفي تحت اشراف المهندس سامي قدح علما ان المهندس عبد المحسن القضماني هو من وضع اللمسات الأخيرة للتصميم النهائي حين كان في مصر عام 1960 بمكتب المهندس عاطف السيوفي أثناء الوحدة بين سورية ومصر فيما يعود تنفيذ الهيكل الحديدي داخل السيف للحرفي حسن سعدو.
انتقال معرض دمشق الدولي إلى مقره الجديد في مدينة المعارض على طريق المطار الدولي أفقد النصب وظيفته الأساسية بحمل أعلام الدول المشاركة فتم تكليف الفنان إحسان عنتابي عميد كلية الفنون الجميلة والنحات مصطفى علي بتجديد واجهتي النصب اللتين صممها الفنان عبد القادر أرناؤوط فاستخدم الزجاج المعشق واستبدلت فكرة الأعلام بالأشكال الهندسية المجردة بشكل زخرفي فني جميل يمزج بين النار والوردة ليكون هذا النصب واحداً من أهم وأكبر واجهات الزجاج المعشق في العالم.
أُعِيد تأهيله بالكامل بداية عام 2018.
كما قامت محافظة دمشق بإعادة تأهيله من جديد مطلع عام 2025 بعد سقوط نظام الأسد وتحرير دمشق على إثر تهشم واجهتيه الزجاجيتين، وشمل ذلك تركيب ألواح من الزجاج المعشق، وطلاء الهيكل من الخارج، فضلًا عن إلى إعادة تأهيل المساحة الخضراء ووضع سور لحماية النصب من أي أعمال تخريبية.